# Bernard Lown
Pour les articles homonymes, voir Lown.
Bernard Lown est un cardiologue lituanien naturalisé américain né le 7 juin 1921 à Utena (République de Lituanie) et mort le 16 février 2021 à Chestnut Hill (Massachusetts). 
Il a démocratisé en Occident la cardioversion par défibrillateur à courant continu portatif. 

## Biographie
Il émigre de la Lituanie avec sa famille pour échapper aux persécutions nazies. Il fait ses études à l'Université du Maine (États-Unis) et obtient son diplôme de médecine à l'université Johns-Hopkins.
Dans les années 1960, Bernard Lown recherche une façon de ranimer les personnes ayant subi un arrêt cardiaque. Par hasard, il rencontre l'ingénieur électrique Barouh Berkovits, un salarié de l'American Optical Corporation. Cette société vend un défibrillateur à courant alternatif, mais Berkovits juge plus pertinent un défibrillateur à courant continu. Lown valide l'usage du défibrillateur à courant continu portatif, plus sécuritaire que le défibrillateur à courant alternatif branché au mur. Cet appareil, doté d'un capteur de signaux électriques cardiaques en temps réel, injecte une onde électrique de façon à rétablir un rythme cardiaque sinusal. Cette « cardioversion » (terme inventé par Lown) permet de mettre fin à l'arythmie cardiaque sans utiliser des substances chimiques (dont le taux de succès est moindre et dont l'usage exige des connaissances pointues). Leurs travaux ont permis l'avènement de la cardioversion moderne, menant dans la foulée à la création d'unités de soins intensifs de cardiologie.
En 2014, Bernard Lown est professeur émérite à la Harvard School of Public Health et médecin senior à la Brigham and Women's Hospital (en).

## Travaux
Outre l'invention du défibrillateur moderne, il est à l'origine de la classification des extrasystoles ventriculaires qui porte son nom.

## Actions militantes
Bernard Lown est membre de l'Association internationale des médecins pour la prévention de la guerre nucléaire dont il fut l'un des créateurs en 1980. Il a représenté cette organisation en 1985 pour recevoir le Prix Nobel de la paix.